# Jelena Jensen
Jelena Jensen (Los Angeles, 7 oktober 1981) is een Amerikaans ondernemer, model en pornoactrice.

## Biografie
Jensen studeerde aan de Chapman University in Orange County, Californië en haalde in 2003  cum laude een bachelor of arts in film- en televisieproductie.
Zij begon met modellenwerk in 2003, na het beëindigen van haar studie. Ze deed een fotoshoot voor het pornografische blad Club. Ze werkte ook al met bekende erotische fotografen zoals Suze Randall, Holly Randall en Richard Avery. Ze verscheen ook in Penthouse. Ze acteerde in de horror- cultfilm Bad Biology (2010), met Frank Henenlotter als regisseur en rapper R.A. the Rugged Man als scenarioschrijver en filmproducent. In de film speelden onder meer  rapper Remedy van Wu-Tang Clan en model Krista Ayne.